# Berberis swaseyi
Berberis swaseyi är en berberisväxtart som beskrevs av Samuel Botsford Buckley. Berberis swaseyi ingår i släktet berberisar, och familjen berberisväxter. Inga underarter finns listade i Catalogue of Life.